# Koralówka brazylijska
Koralówka brazylijska, wąż koralowy (Micrurus corallinus) – gatunek jadowitego węża z rodziny zdradnicowatych (Elapidae). Jeden z grupy węży koralowych. Nie wyodrębniono podgatunków.

## Wygląd
Koralówka brazylijska jest średniej wielkości trójkolorowym wężem. Jego nazwa pochodzi od intensywnego czerwono-koralowego grzbietu z czarnymi i białymi obrączkami. Jego długość waha się pomiędzy 65 a 85 cm, choć zdarzały się osobniki o długości 98 cm.

## Występowanie
Jego zasięg występowania obejmuje wschodnią i południową Brazylię (stany Rio Grande do Sul, Rio Grande do Norte, Bahia, Santa Catarina, Espírito Santo, Rio de Janeiro, São Paulo, Parana, Mato Grosso do Sul), północno-wschodnią Argentynę (prowincja Misiones) i Paragwaj. Występuje głównie w tropikalnych liściastych i wiecznie zielonych lasach na wysokościach do 500 metrów nad poziomem morza.

## Jad i zachowanie
Micrurus corallinus dysponuje silnym jadem o dużej zawartości neurotoksyn. Jad służy mu głównie do zdobywania pokarmu, którym są niewielkie jaszczurki i żaby, rzadziej ryby. Zęby jadowe węża mają zewnętrzne kanaliki, którymi jad spływa do rany. Jad ten nie powoduje prawie żadnych objawów miejscowych (np. bólu w miejscu ukąszenia), poraża natomiast układ nerwowy, w wyniku czego następuje zatrzymanie akcji serca i oddechu. Blisko 10% ukąszeń ludzi przez te węże kończy się śmiercią.
Drapieżniki rzadko decydują się na atakowanie węża koralowego, gdyż sam jego intensywny kolor ostrzega ich, że właściciel jest groźny. Zaskoczony przez wroga wąż koralowy zwija się w kłębek i unosi ogon, poruszając nim jednostajnie. Zwykle taka „groźba” wystarczy, by drapieżnik zaniechał ataku. Istnieje kilka gatunków niejadowitych węży, które naśladują ubarwienie i zachowanie węży koralowych, odstraszając w ten sposób napastników.